# Korea Aerospace Research Institute

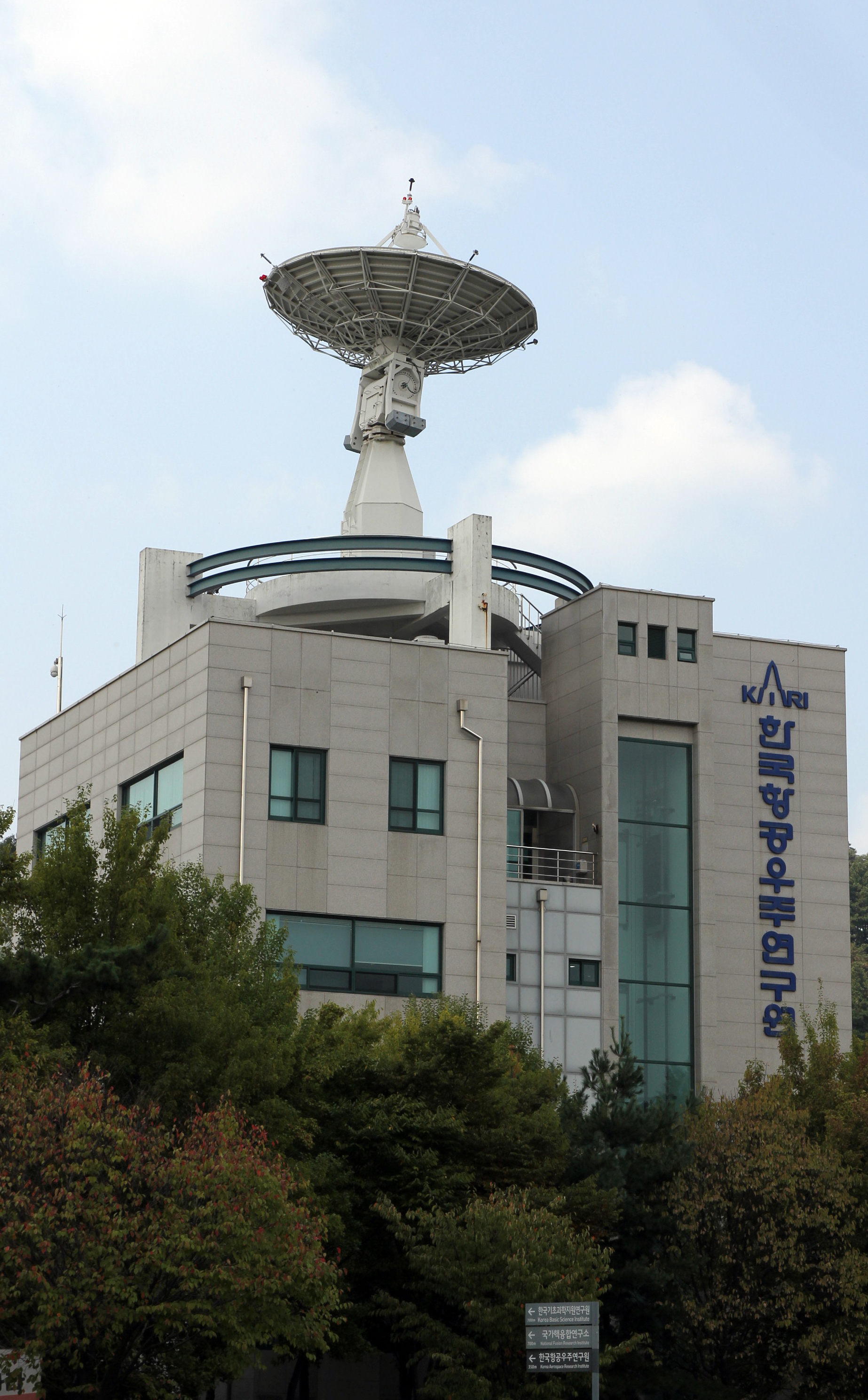
Korea Aerospace Research Institute

Korea Aerospace Research Institute (KARI) är sedan 1981 den koreanska myndigheten för rymdfart. Utvecklingen av en egen raketserie kallad Korea Space Launch Vehicle ledde till Naro-1, som sköts upp första gången 2009.